# Dolichopeza (Nesopeza) profundemarginata
Dolichopeza (Nesopeza) profundemarginata is een tweevleugelige uit de familie langpootmuggen (Tipulidae). De soort komt voor in het Oriëntaals gebied.